# Henk van Houtum

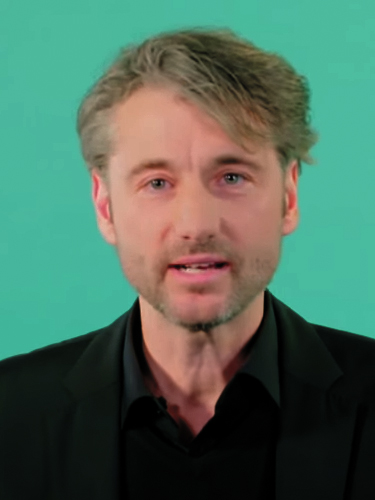
Henk van Houtum (2017)

Henricus Jacobus (Henk) van Houtum (1969) is een Nederlands econoom en deskundige op vlak van politieke geografie. 

## Biografie
Van Houtum studeerde economie aan de universiteit van Tilburg. 
Hij lang mee aan de basis voor het oprichten van het Nijmegen Centre for Border Research waarvan hij aan het hoofd staat. Daarnaast is hij hoofddocent geopolitiek aan de Radboud Universiteit Nijmegen, hoogleraar grensstudies aan de universiteiten van Oost-Finland en Bergamo.

## Publicaties
Deze selectie bevat enkele relevante publicaties uit de 18-tal boeken en 170-tal wetenschappelijke publicaties.
- Voorbij Fort Europa (2016), boek
- Grensland/Borderland (2013), boek samen met Mark Eker
- Eerlijke nieuwe Wereld, Voorbij de grenzen van de natiestaat (2012), boek samen met Joos van Vugt